# Tenis ziemny na Igrzyskach Wspólnoty Narodów 2010
Tenis ziemny na Igrzyskach Wspólnoty Narodów 2010 – turniej tenisowy, który był rozgrywany w dniach 4–10 października 2010 roku podczas igrzysk wspólnoty narodów w Nowym Delhi. Zawodnicy zmagali się na obiektach RK Khanna Tennis Complex. Tenisiści rywalizowali w pięciu konkurencjach: singlu i deblu mężczyzn oraz kobiet, a także mikście.

## Medaliści
| Konkurencja                       | Złoty medal                      | Srebrny medal                    | Brązowy medal                   |
| Gra pojedyncza mężczyzn szczegóły | Somdev Devvarman                 | Greg Jones                       | Matthew Ebden                   |
| Gra pojedyncza kobiet szczegóły   | Anastasija Rodionowa             | Sania Mirza                      | Sally Peers                     |
| Gra podwójna mężczyzn szczegóły   | Paul Hanley Peter Luczak         | Ross Hutchins Ken Skupski        | Mahesh Bhupathi Leander Paes    |
| Gra podwójna kobiet szczegóły     | Anastasija Rodionowa Sally Peers | Olivia Rogowska Jessica Moore    | Sania Mirza Rushmi Chakravarthi |
| Gra mieszana szczegóły            | Jocelyn Rae Colin Fleming        | Anastasija Rodionowa Paul Hanley | Sarah Borwell Ken Skupski       |

### Tabela medalowa
| Miejsce | Państwo   | Złoto | Srebro | Brąz | Razem |
| ------- | --------- | ----- | ------ | ---- | ----- |
| 1       | Australia | 3     | 3      | 2    | 8     |
| 2       | Indie     | 1     | 1      | 2    | 4     |
| 3       | Szkocja   | 1     | 0      | 0    | 1     |
| 4       | Anglia    | 0     | 1      | 1    | 2     |
|         | Razem     | 5     | 5      | 5    | 15    |